# Doctor Who (22.ª temporada clássica)
A vigésima segunda temporada clássica da série de televisão britânica de ficção científica Doctor Who estreou em 5 de janeiro de 1985 com o serial Attack of the Cybermen e terminou em 30 de março do mesmo ano com Revelation of the Daleks. Estrelou Colin Baker como o Sexto Doutor e Nicola Bryant como Peri Brown. Pela primeira vez na história da série, todos os episódios desta temporada tiveram 45 minutos de duração, ao contrário do padrão de 25 minutos usado até a temporada anterior.

## Elenco

### Principal
- Colin Baker como o Sexto Doutor
- Nicola Bryant como Peri Brown

### Recorrente
- Anthony Ainley como o Mestre
- Kate O'Mara como a Rani
- Terry Molloy como Davros

### Convidados
- Patrick Troughton como o Segundo Doutor
- Frazer Hines como Jamie McCrimmon

## Seriais
| História | Serial | Título                   | Dirigido por     | Escrito por      | Exibição original                                                | Cód. de produção | Audiência no Reino Unido (milhões) | AI     |
| --- | ------ | ------------------------ | ---------------- | ---------------- | ---------------------------------------------------------------- | ---------------- | ---------------------------------- | ------ |
| 137 | 1      | Attack of the Cybermen   | Matthew Robinson | Paula Moore      | 5 de janeiro de 198512 de janeiro de 1985                        | 6T               | 8,97,2                             | 6165   |
| A TARDIS é comandada pelo mercenário Lytton e um grupo de Cybermen, que está usando outra máquina do tempo capturada para viajar até 1985. Lá, os Cybermen pretendem usar o Cometa Halley para destruir a Terra, evitando assim a destruição de seu planeta natal Mondas em 1986 e pervertendo o curso da história. Tomado prisioneiro em Telos, o Doutor e Peri escapam e se aliam aos crioulos nativos. Mas, para impedir a conspiração Cyber, eles podem ter que confiar em ninguém menos que Lytton, cujas motivações permanecem um mistério para todos.                                                                |        |                          |                  |                  |                                                                  |                  |                                    |        |
| 138 | 2      | Vengeance on Varos       | Ron Jones        | Philip Martin    | 19 de janeiro de 198525 de janeiro de 1985                       | 6V               | 7,27,0                             | 6365   |
| Quando a TARDIS fica sem minério vital de Zyton-7, o Doutor faz um pouso de emergência no planeta Varos, que é rico em minerais. Varos é uma antiga colônia penal cujos moradores agora recebem prazer puramente das torturas televisionadas que passam perpetuamente por suas telas. O governador de Varos está envolvido em negociações com o implacável empresário Sluglike Sil, que está tentando enganar os Varosianos sobre seu lucro legítimo de Zyton-7. Cabe ao Doutor e a Peri interromper os planos de Sil e romper os nativos de Varos de seu ciclo diário de televisão.                                        |        |                          |                  |                  |                                                                  |                  |                                    |        |
| 139 | 3      | The Mark of the Rani     | Sarah Hellings   | Pip e Jane Baker | 2 de fevereiro de 19859 de fevereiro de 1985                     | 6X               | 6,37,3                             | 64     |
| A TARDIS é atraída para a Terra durante as revoltas luditas. Lá, o Mestre está mais uma vez tentando alterar a história do planeta, enquanto uma malvada Senhora do Tempo chamada Rani também está presente, extraindo substâncias químicas dos cérebros dos trabalhadores locais para seu próprio uso. Como resultado dos experimentos de Rani, o tumulto entre os trabalhadores está se intensificando, ameaçando o trabalho do famoso engenheiro George Stephenson. Cabe ao Doutor e à Peri frustrar a inquietante parceria entre os dois vilões e restaurar a história da Terra ao seu devido curso.                    |        |                          |                  |                  |                                                                  |                  |                                    |        |
| 140 | 4      | The Two Doctors          | Peter Moffatt    | Robert Holmes    | 16 de fevereiro de 198523 de fevereiro de 19852 de março de 1985 | 6W               | 6,66,06,9                          | 656265 |
| Os Senhores do Tempo enviam o Segundo Doutor e Jamie para a Space Station Camera, para pôr fim aos experimentos temporais conduzidos por Dastari, um velho amigo do Doutor. Dastari tem geneticamente aumentado um selvagem androgum chamado Chessene, que forjou uma aliança com os Sontarans. Eles sequestram o Doutor e o levam para uma fazenda fora de Sevilha, onde planejam isolar o código genético que permite aos Senhores do Tempo viajar pelo vórtice do tempo. O Sexto Doutor e Peri resgatam Jamie e seguem os outros para a fazenda, em uma corrida contra o tempo com o passado e futuro do Doutor em jogo. |        |                          |                  |                  |                                                                  |                  |                                    |        |
| 141 | 5      | Timelash                 | Pennant Roberts  | Glen McCoy       | 9 de março de 198516 de março de 1985                            | 6Y               | 6,77,4                             | 6664   |
| O Doutor e Peri chegam a Karfel, que é governado por um enigmático tirano conhecido como o Borad, que detém o poder de um túnel do espaço-tempo chamado Timelash. O Borad estimula os incêndios de guerra com os vizinhos de Karfel, os Bandrils. Ele planeja usar o conflito para repovoar Karfel com seres como ele: um cruzamento horrivelmente mutante entre um humano e um Morlox reptiliano. E Peri será apenas a primeira. |        |                          |                  |                  |                                                                  |                  |                                    |        |
| 142 | 6      | Revelation of the Daleks | Graeme Harper    | Eric Saward      | 23 de março de 198530 de março de 1985                           | 6Z               | 7,47,7                             | 6765   |
| O Doutor e Peri vão a Necros para assistir ao funeral de um velho amigo do Doutor. Lá eles descobrem que Davros está posando como o Grande Curandeiro do Repouso Tranquilo, uma instituição famosa onde os doentes terminais podem ser colocados em animação suspensa até que uma cura para sua doença seja encontrada. Davros está experimentando nos corpos em coma para produzir uma nova raça de Daleks leais a si mesmo. Para derrotar seu velho inimigo, o Doutor pode não ter escolha a não ser se aliar aos Daleks originais de Skaro.                                                                              |        |                          |                  |                  |                                                                  |                  |                                    |        |

### Episódios suplementares
Um segmento especialmente escrito produzido para o programa infantil da BBC, Jim'll Fix It, foi transmitido em 23 de fevereiro de 1985. Geralmente não é considerado canônico pelos fãs de Doctor Who.
| Título | Dirigido por    | Escrito por | Exibição original       |
| --- | --------------- | ----------- | ----------------------- |
| "A Fix with Sontarans" | Marcus Mortimer | Eric Saward | 23 de fevereiro de 1985 |
| O Doutor acidentalmente leva a bordo Tegan Jovanka e um terráqueo chamado Gareth Jenkins, que por acaso está vestido com uma roupa semelhante à dele. Eles então têm uma breve batalha com dois Sontarans. |                 |             |                         |

## Lançamentos em DVD
| História | Número e duração dos episódios | Data de lançamento na Região 2 | Data de lançamento na Região 4 | Data de lançamento na Região 1 |
| --- | ------------------------------ | ------------------------------ | ------------------------------ | ------------------------------ |
| Attack of the Cybermen | 2 × 45 min.                    | 16 de março de 2009            | 7 de maio de 2009              | 7 de julho de 2009             |
| Vengeance on Varos | 2 × 45 min.                    | 15 de outubro de 2001          | 8 de janeiro de 2002           | 4 de março de 2003             |
| Vengeance on Varos – edição especial | 2 × 45 min.                    | 10 de setembro de 2012         | 5 de setembro de 2012          | 11 de setembro de 2012         |
| The Mark of the Rani | 2 × 45 min.                    | 4 de setembro de 2006          | 2 de novembro de 2006          | 7 de novembro de 2006          |
| The Two Doctors Apenas disponível como parte do box Bred for War nas Regiões 2 e 4. Disponível apenas individualmente na Região 1.                                               | 3 × 45 min.                    | 8 de setembro de 2003          | 7 de janeiro de 2004           | 1 de junho de 2004             |
| Timelash | 2 × 45 min.                    | 9 de julho de 2007             | 31 de julho de 2007            | 1 de abril de 2008             |
| Revelation of the Daleks Apenas disponível individualmente ou como parte do box The Complete Davros Collection nas Regiões 2 e 4. Disponível apenas individualmente na Região 1. | 2 × 45 min.                    | 11 de julho de 2005            | 1 de setembro de 2005          | 6 de junho de 2006             |

## Romantizações
| História                 | Título do romance      | Autor              | Publicação             |
| ------------------------ | ---------------------- | ------------------ | ---------------------- |
| Attack of the Cybermen   | Attack of the Cybermen | Eric Saward        | 20 de abril de 1989    |
| Vengeance on Varos       | Vengeance on Varos     | Philip Martin      | 21 de janeiro de 1988  |
| The Mark of the Rani     | The Mark of the Rani   | Pip and Jane Baker | 16 de janeiro de 1986  |
| The Two Doctors          | The Two Doctors        | Robert Holmes      | 15 de agosto de 1985   |
| Timelash                 | Timelash               | Glen McCoy         | 12 de dezembro de 1985 |
| Revelation of the Daleks | Nunca romantizado      | Nunca romantizado  | Nunca romantizado      |